# تقنية أم أو أس 6508
تقنية أم أو أس 6508 (بالإنجليزية: MOS Technology 6508)‏ هي معالجات 8--بت صممتها موس تكنولوجي. و أستناداً على 6502، وأضيف إلى 6508 ميزتان: منفذ رقمي مدخلات/مخرجات داخلي 8-بت، و 256 بايت ذاكرة الوصول العشوائي الساكنة الداخلية.

## طبقات الذاكرة
تم تخطيط ذاكرة الوصول العشوائية الداخلية في مساحة عنونة وحدة المعالجة المركزية في كلاً من $0000-$00FF و $0100-$01FF، فيمكنها أن تكون صفحة صفر (zero page) و مساحة تجميع (stack space). منفذ المدخلات/مخرجات متوفر في الموقع $0001، مع سجل تتبع البيانات في $0000، وهي نفس الطبقة المستخدمة في 6510.

## وصلات خارجية
- ورقة البيانات لأم أو أس 6508 (بصيغة GIF, مضغوطة)